# Helina reversio
Helina reversio är en tvåvingeart som först beskrevs av Harris 1780.  Helina reversio ingår i släktet Helina och familjen husflugor. Arten är reproducerande i Sverige. Inga underarter finns listade i Catalogue of Life.

## Bildgalleri

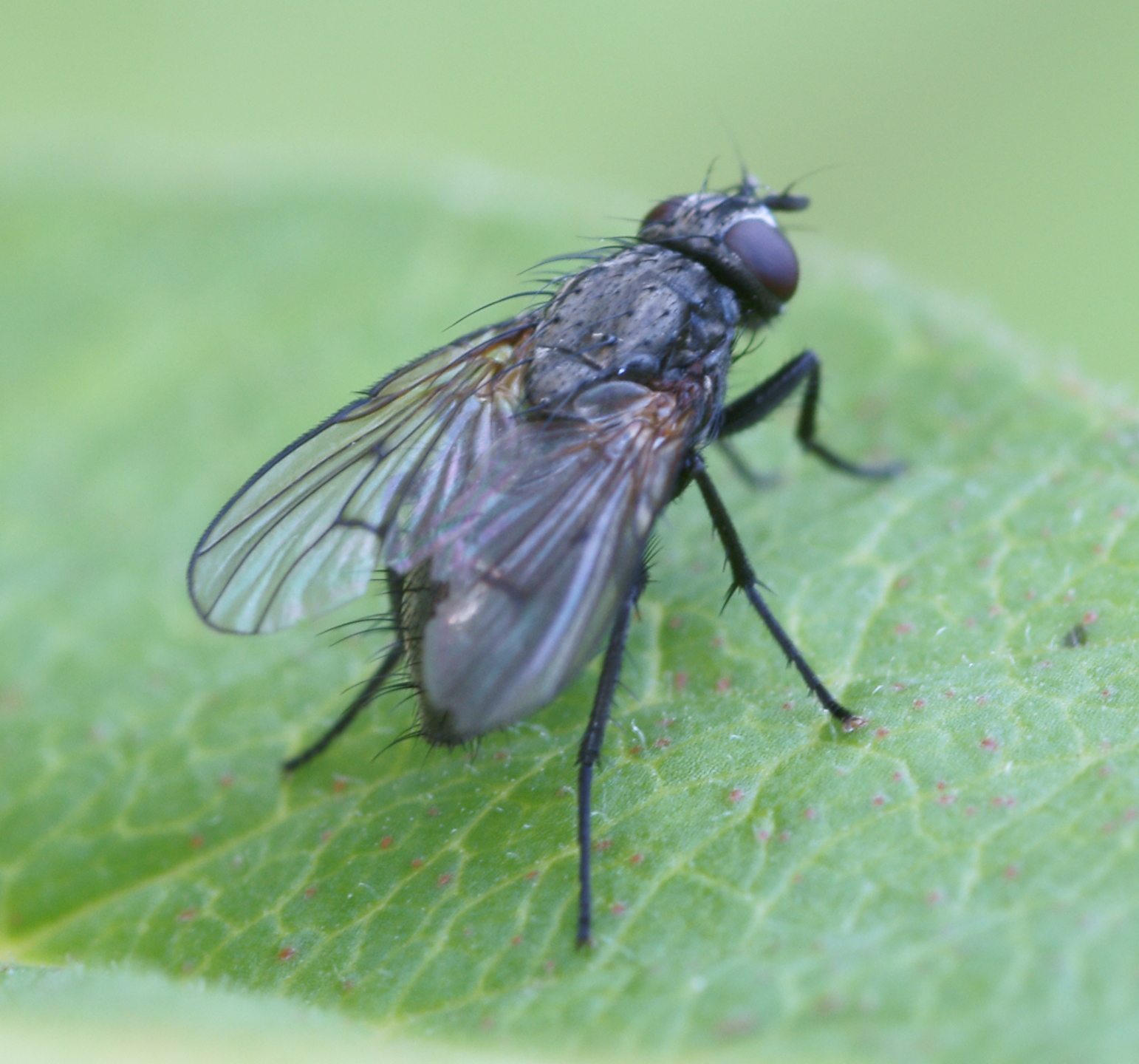
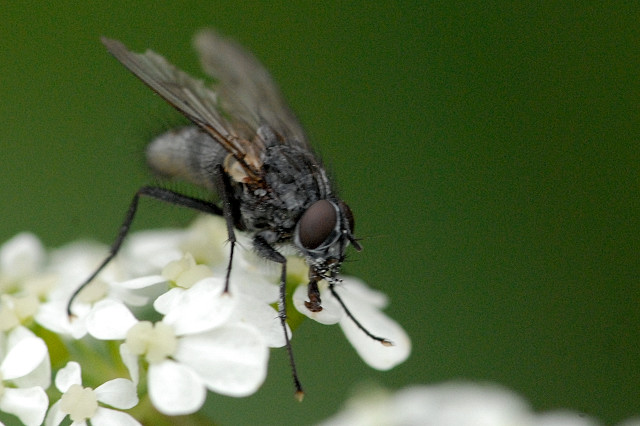
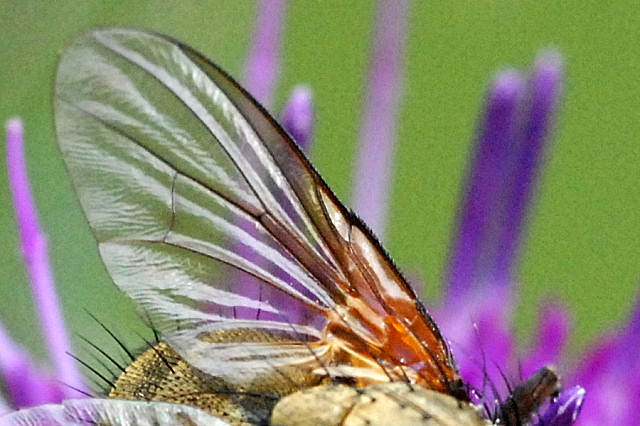
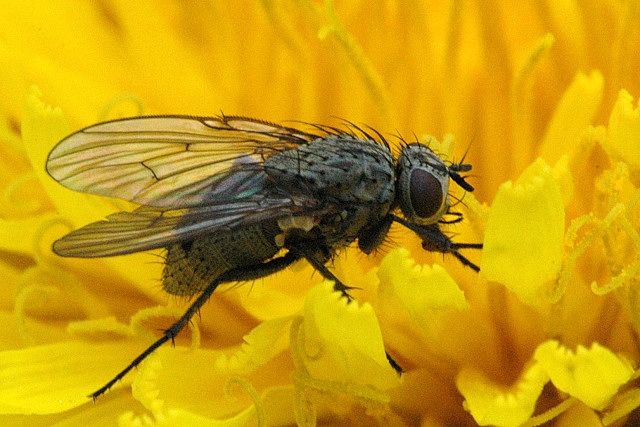
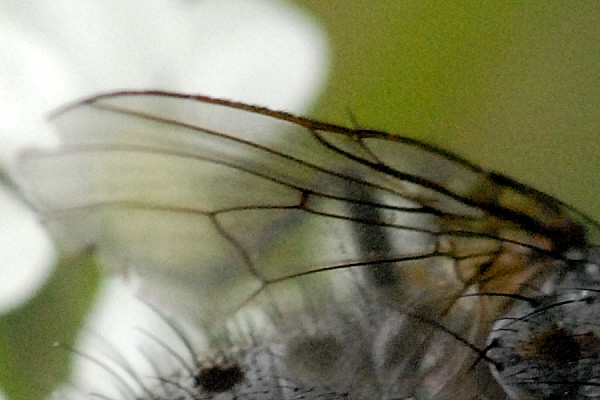